# Font del Tritó

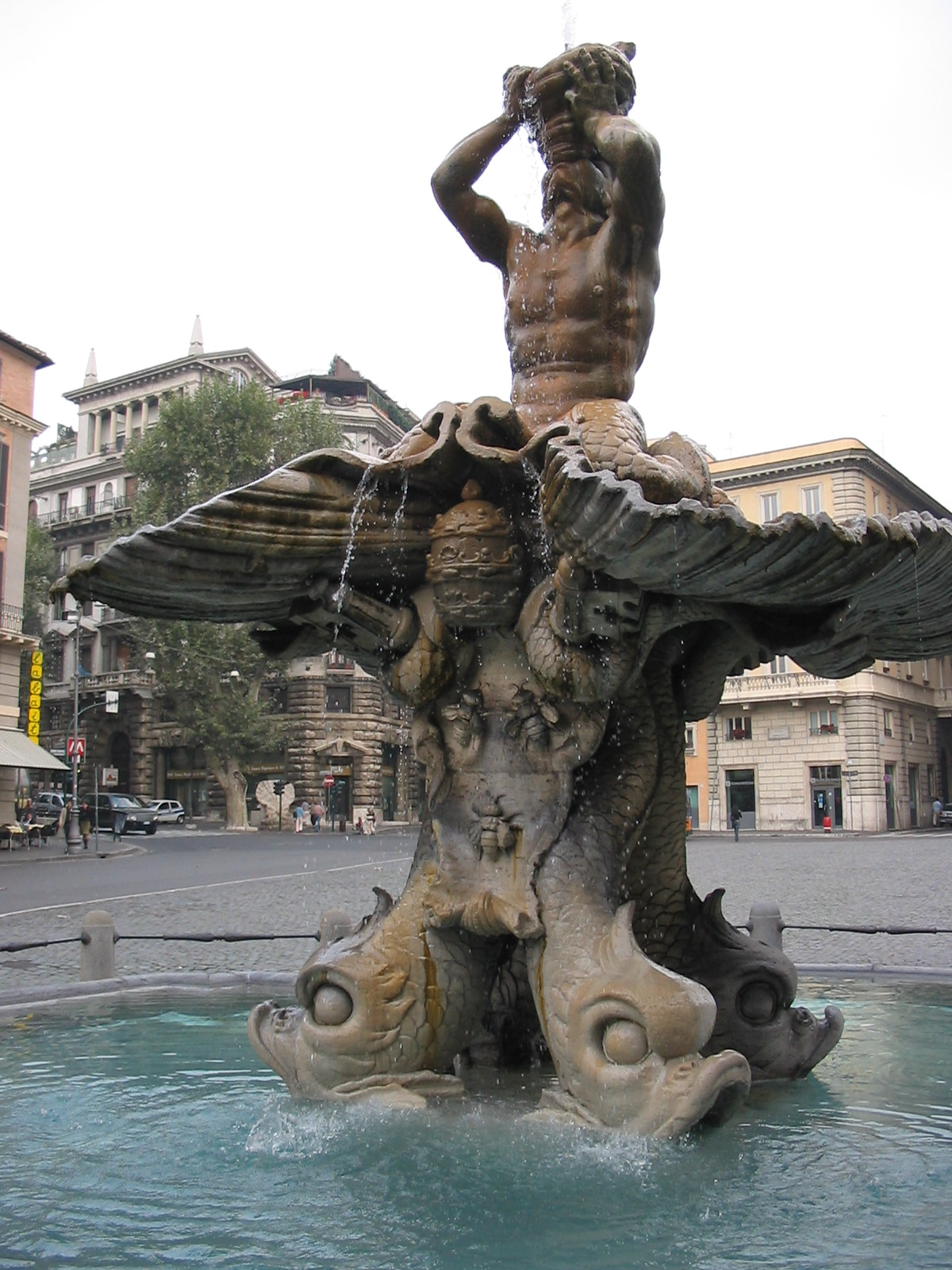
La Font del Tritó de Gian Lorenzo Bernini, a la Piazza Barberini, Roma.

La Font del Tritó s'erigeix a la Plaça Barberini en el Quirinal (Roma, Itàlia), prop de la Fontana de Trevi (IT-RO_type: landmark 41° 54′ 13″ N, 12° 29′ 18″ E / 41.90361°N,12.48833°E). Va ser realitzada pel genial mestre del Barroc italià, Gianlorenzo Bernini. Aquesta espectacular font, està ubicada al centre de la Plaça Barberini, prop de l'entrada al Palau Barberini (que avui hi ha la Galeria d'Art Antiga), que Bernini va ajudar a redissenyar pel seu patró, Maffeo Barberini, que s'havia convertit en papa amb el nom d'Urbà VIII.
Queda a només unes illes de l'obra de Borromini San Carlo alle Quattro Fontane. A la font, que Bernini va executar a travertí a 1642-43, el déu marí Tritó apareix llançant un raig d'aigua a través d'un caragol, assegut sobre una enorme petxina sostinguda per quatre dofins que s'entrellacen la tiara papal amb claus creuades i les abelles heràldiques dels Barberini en les seves cues escamoses. El Tritó, la primera de les fonts de Bernini, es va erigir per a proporcionar aigua de l'aqüeducte de Acqua Felice, que Urbà havia restaurat, en una celebració dramàtica. Va ser l'últim gran encàrrec del seu gran mecenes.
El triomfal passatge d'Ovidi en  Les metamorfosi  Llibre I, evocant un control similar al déu sobre les aigües i descrivint l'assecat després del diluvi universal, que Urbà li va donar a Bernini per il·lustrar, era ben conegut per a tots els contemporanis romans il·lustrats:
| « | Ja Tritó, a la seva crida, apareix Per sobre de les ones; llueix roba tiretes; I a la mà una trompeta retorçada porta. El sobirà li demana que inspiri pacífics sons, I doni a les ones el senyal per a retirar-se. La seva retorçada petxina agafa; la estreta obertura Creix a poc a poc fins fer-se gran, Llavors bufa, el toc amb so redoblat, Recorre l'ampli circuit del món sencer: El sol el va sentir el primer, en la seva hora aquest, I trobar els ecos vibrants a l'oest. Les aigües, escoltant el rugir de la trompeta, Obeeix el mandat, i abandona la riba. | » |

La Font del Tritó és una de les evocades en l'obra de Ottorino Respighi Fontane di Roma. La llegenda aplicada a la Fontana de Trevi s'ha estès també a aquesta: que qualsevol visitant que llança una moneda a l'aigua té garantit el seu retorn a Roma.
Dos esbossos en terracota que es troben en el Detroit Institute of Arts, s'han atribuït amb seguretat a Bernini, i reflecteixen la seva exploració dels temes de la font dels dofins entrellaçats i el musculós Tritó, amb cola escamosa.